# عبدي محمد
عبدي محمد (بالإنجليزية: Abdi Mohamed)‏ هو لاعب كرة قدم كيني، ولد في 25 أكتوبر 1996 في ناكورو في كينيا. لعب مع نادي نيويورك سيتي.

## وصلات خارجية
- عبدي محمد على موقع الدوري الأمريكي (الإنجليزية)
- عبدي محمد على موقع قاعدة بيانات كرة القدم.إي يو (الإنجليزية)
- عبدي محمد على موقع ناشيونال فوتبول تيمز (الإنجليزية)
- عبدي محمد على موقع Soccerway.com (الإنجليزية)
- عبدي محمد على موقع عالم كرة القدم.نت (الإنجليزية)